# Marijampolė
Marijampolė is een industriestad met 37.599 inwoners (2016) in het zuiden van Litouwen. Het is de hoofdstad van het gelijknamige district. De stad ligt dicht bij de grens met Polen, de Russische oblast Kaliningrad en het Meer van Vištytis. 
De stad ligt aan weerszijden van de Šešupė, ongeveer 50 kilometer ten zuidwesten van Kaunas en ongeveer 125 kilometer ten westen van Vilnius, in het historische gebied Suvalkija.
Tussen 1955 en 1989 heette de stad Kapsukas, naar Vincas Mickevičius-Kapsukas, een van de oprichters van de Communistische Partij van Litouwen.

## Stedenband
- Bergisch Gladbach (Duitsland)
- Rogoźno, (Polen)